# 완도고등학교
완도고등학교(莞島高等學校)는 대한민국 전라남도 완도군 완도읍 가용리에 있는 공립 고등학교이다.

## 학교 연혁
- 1974년 1월 5일 : 완도여자고등학교 설립 인가 (6학급)
- 1974년 3월 2일 : 초대 정기석 교장 취임
- 1974년 3월 8일 : 완도여자고등학교 개교
- 1989년 9월 28일 : 완도고등학교로 학칙 변경
- 1990년 3월 1일 : 완도고등학교(남·녀 공학)로 교명 변경
- 2007년 9월 1일 : 전라남도교육청 ‘자율학교’ 지정
- 2008년 9월 8일 : 교육과학기술부 ‘기숙형공립고’ 지정
- 2009년 8월 3일 : 교육과학기술부 ‘교과교실운영학교’ 지정
- 2012년 3월 15일 : 교육과학기술부 ‘자율형 창의경영학교’ 지정
- 2012년 5월 10일 : 전라남도교육청 ‘거점고등학교’ 선정
- 2013년 3월 1일 : 소안고 통합
- 2019년 3월 1일 : 교육부지정 선진형 교과교실제 운영학교
- 2024년 2월 2일 : 제48회 졸업(117명) 총 졸업생 8,605명
- 2025년 3월 1일 : 제20대 박명배 교장 부임

## 참고 자료
- 완도고등학교 - 한국교육학술정보원 학교알리미